# Yves Lambert (musicien)
Pour les articles homonymes, voir Lambert.
Yves Lambert est un chanteur et un musicien québécois, né en 1956 à Sainte-Mélanie.

## Biographie
Yves Lambert est membre du groupe La Bottine souriante de 1976 à 2003. Il participe à onze albums et aux tournées internationales de la formation. Il poursuit sa carrière durant 15 ans avec le Bébert Orchestra. Parallèlement, il fonde le Yves Lambert Trio dès 2010, avec les multi-instrumentistes Tommy Gauthier et Olivier Rondeau. Un album : Trio, paraît en 2012.
Yves Lambert participe au fil des années à divers projets collectifs. Il participe à l’album du retour de Beau Dommage en 1994. Enfin, il collabore avec les artistes Michel Faubert, Chloé Sainte-Marie et The Chieftains. Il sera l'un des Douze hommes rapaillés pour l’hommage au poète québécois Gaston Miron, dont il interprète le poème Retour à nulle part, lors du lancement du second volume en 2011. En 2011, il incarne le personnage de Caleb dans la distribution de l'opéra-folk Les Filles de Caleb, inspiré du roman de Arlette Cousture et faisant suite à la série télévisée du même nom. 

## Discographie[7]

### Albums de Yves Lambert en trio
- 2012 : Trio Yves Lambert avec Tommy Gauthier et Olivier Rondeau
- 2015 : Laissez courir les chiens
- 2018 : Tentation
- 2021 : Lâche moi l'tordeur

### Albums avec le Bébert Orchestra
- 2005 : Récidive
- 2007 : Le Monde à Lambert
- 2009 : Bal à l'huile

### Albums avecLa Bottine souriante
- 1978 : Y’a ben du changement
- 1980 : Les épousailles
- 1983 : Chic&Swell
- 1985 : La Traversée de l'Atlantique
- 1987 : Tout comme au jour de l'an
- 1989 : Je voudrais changer d'chapeau
- 1991 : Jusqu'aux p'tites heures
- 1994 : La Mistrine
- 1996 : En spectacle
- 1998 : Xième
- 2001 : Anthologie
- 2001 : Cordial

### En collaboration
- 2008 : Douze hommes rapaillés
- 2010 : Douze hommes rapaillés, volume 2
- 2014 : La symphonie rapaillée
- 2022 : Ka Utapanashkutshet - single
- 2023 : Natukun

## Prix et distinctions
1998
- Nomination : Artiste dans la catégorie Folk contemporain de l’année pour Les vacances de M. Lambert (Prix Félix)
- Nomination : Album dans la catégorie Folk contemporain de l’année pour Les vacances de M. Lambert (Prix Félix)
- Nomination : Arrangeur de l’année pour Les vacances de M. Lambert (Prix Félix)
- Nomination : Pochette de disque de l’année pour Les vacances de M. Lambert (Prix Félix)
- Album dans la catégorie musique du Monde pour Les vacances de M. Lambert (Prix Opus, Conseil québécois de la musique)
- Meilleur vendeur dans la catégorie musique du Monde pour Les vacances de M. Lambert (Prix Opus, Conseil québécois de la musique)

2004
- Artiste pratiquant en région (Conseil des arts et des lettres du Québec)
- Ambassadeur Télé-Québec au Grands Prix Desjardins de la Culture (Culture Lanaudière)

2005
- Album traditionnel de l’année pour Récidive[8] (Prix Félix)
- Nomination : Interprète - Spectacle de l’année(Prix Félix)

2006
- Nomination : l'album Roots and tradition de l'année pour l'album Récidive (Prix Juno)
- Prix Aldor[9] pour le travail accompli pour le patrimoine (Festival La Grande Rencontre)

2008
- Nomination : Album traditionnel de l'année pour Le monde à Lambert (Prix Félix)
- Interprète - Spectacle de l’année pour le monde à lambert (Prix Félix)
- Groupe de l’année (Canadian Folk Music Awards)
- Ambassadeur Télé-Québec au Grands Prix Desjardins de la Culture (Culture Lanaudière)

2010
- Nomination : Album traditionnel de l’année pour Bal à l’huile (Prix Félix)
- Chanteur Traditionnel de l'année (Canadian Folk Music Awards)
- Prix Rideau Hommage[10] 2010
- Ambassadeur Télé-Québec au Grands Prix Desjardins de la Culture (Culture Lanaudière)

2011
- Spectacle de l’année-interprète pour 12 Hommes Rapaillés (Prix Félix)
- Honoré au Temple de la renommée des Arts, Grand Prix Desjardins de la (Culture Lanaudière)
- Prix Excellence Guy Chevrette (chambre de commerce du Grand Joliette)

2013
- Album traditionnel de l’année pour Yves Lambert Trio[11] (Prix Félix)

2016
- Prix Artisan (fête nationale du Québec)

2017
- Album traditionnel de l’année pour Laisser courir les chiens[12] (Prix Félix)

2021
- Membre de l’Ordre du Canada